# Omanolidia serrata
Omanolidia serrata är en insektsart som beskrevs av Nielson 1982. Omanolidia serrata ingår i släktet Omanolidia och familjen dvärgstritar. Inga underarter finns listade i Catalogue of Life.